# Naisten Vaahteraliiga 2018
La Naisten Vaahteraliiga 2018 è la 21ª edizione del campionato di football americano di primo livello femminile, organizzato dalla SAJL.

## Squadre partecipanti
| Club                       | Città           | Stadio | Sponsor ufficiale | Risultato nella stagione 2017 |
| -------------------------- | --------------- | ------ | ----------------- | ----------------------------- |
| Helsinki Roosters          | Helsinki        |        |                   |                               |
| Helsinki Wolverines        | Helsinki        |        |                   |                               |
| Sankt Petersburg Valkyries | San Pietroburgo |        |                   |                               |
| Tampere Saints             | Tampere         |        |                   |                               |

## Stagione regolare

### Calendario

#### 1ª giornata
| Tampere 10 giugno 2018, ore 16:00 | Tampere Saints | 14 – 20 (7-0 0-6 7-0 0-14) referto | Sankt Petersburg Valkyries | Pyynikin urheilukenttä (243 spett.)\| Arbitro: \| K. Lahtinen \| |
| Arbitro:                          | K. Lahtinen    |                                    |                            |                                                                  |

| Helsinki 11 giugno 2018, ore 18:30 | Helsinki Wolverines | 20 – 8 (0-0 7-8 0-0 13-0) referto | Helsinki Roosters | Brahen kenttä (167 spett.)\| Arbitro: \| M. Makarainen \| |
| Arbitro:                           | M. Makarainen       |                                   |                   |                                                           |

#### 2ª giornata
| Helsinki 16 giugno 2018, ore 15:30 | Helsinki Wolverines | 28 – 20 (7-6 14-6 7-0 0-8) referto | Sankt Petersburg Valkyries | Brahen kenttä (75 spett.)\| Arbitro: \| K. Kivimaa \| |
| Arbitro:                           | K. Kivimaa          |                                    |                            |                                                       |

| Tampere 16 giugno 2018, ore 16:00 | Tampere Saints | 7 – 22 (0-0 0-0 7-14 0-8) referto | Helsinki Roosters | Pyynikin urheilukenttä (130 spett.)\| Arbitro: \| J. Mustikkamaa \| |
| Arbitro:                          | J. Mustikkamaa |                                   |                   |                                                                     |

#### 3ª giornata
| Tampere 30 giugno 2018, ore 16:00 | Tampere Saints | 7 – 58 (0-20 0-7 0-21 7-10) referto | Helsinki Wolverines | Pyynikin urheilukenttä (124 spett.)\| Arbitro: \| K. Lahtinen \| |
| Arbitro:                          | K. Lahtinen    |                                     |                     |                                                                  |

| Helsinki 30 giugno 2018, ore 17:00 | Sankt Petersburg Valkyries | 24 – 26 (6-6 6-6 6-6 6-8) referto | Helsinki Roosters | Velodromo di Helsinki\| Arbitro: \| K. Kivimaa \| |
| Arbitro:                           | K. Kivimaa                 |                                   |                   |                                                   |

#### 4ª giornata
| Tampere 7 luglio 2018, ore 16:00 | Sankt Petersburg Valkyries | 50 – 23 (7-14 0-14 0-8 16-14) referto | Tampere Saints | Pyynikin urheilukenttä (113 spett.)\| Arbitro: \| A. Lipsanen \| |
| Arbitro:                         | A. Lipsanen                |                                       |                |                                                                  |

| Helsinki 7 luglio 2018, ore 18:00 | Helsinki Roosters | 0 – 27 (0-7 0-6 0-14 0-0) referto | Helsinki Wolverines | Velodromo di Helsinki (98 spett.)\| Arbitro: \| K. Kivimaa \| |
| Arbitro:                          | K. Kivimaa        |                                   |                     |                                                               |

#### 5ª giornata
| Helsinki 21 luglio 2018, ore 14:00 | Helsinki Roosters | 16 – 7 (8-0 0-7 8-0 0-0) referto | Tampere Saints | Velodromo di Helsinki (56 spett.)\| Arbitro: \| M. Makarainen \| |
| Arbitro:                           | M. Makarainen     |                                  |                |                                                                  |

| Helsinki 21 luglio 2018, ore 18:15 | Sankt Petersburg Valkyries | 8 – 9 (0-0 8-0 0-9 0-0) referto | Helsinki Wolverines | Brahen kenttä (64 spett.)\| Arbitro: \| M. Makarainen \| |
| Arbitro:                           | M. Makarainen              |                                 |                     |                                                          |

#### 6ª giornata
| Helsinki 28 luglio 2018, ore 16:00 | Helsinki Roosters | 40 – 0 | Sankt Petersburg Valkyries | Velodromo di Helsinki |

| Helsinki 28 luglio 2018, ore 18:00 | Helsinki Wolverines | 37 – 0 | Tampere Saints | Brahen kenttä |

### Classifica
La classifica della regular season è la seguente:
- PCT = percentuale di vittorie, G = partite giocate, V = partite vinte,  P = partite perse, PF = punti fatti, PS = punti subiti

| Pos. | Squadra                    | PCT   | G | V | N | P | PF  | PS  |
| ---- | -------------------------- | ----- | - | - | - | - | --- | --- |
| 1    | Helsinki Wolverines        | 1.000 | 6 | 6 | 0 | 0 | 131 | 43  |
| 2    | Helsinki Roosters          | .667  | 6 | 4 | 0 | 2 | 112 | 85  |
| 3    | Sankt Petersburg Valkyries | .333  | 6 | 2 | 0 | 4 | 122 | 140 |
| 4    | Tampere Saints             | .000  | 6 | 0 | 0 | 6 | 58  | 203 |

## Playoff
Partecipano ai playoff le prime 3 classificate e la vincitrice della I-Divisioona.

### Tabellone
|  | Semifinali | Semifinali                 | Semifinali |                            |    | XXI Finale          | XXI Finale | XXI Finale |  |
|  |            |                            |            |                            |    |                     |            |            |  |
|  | 1          | Helsinki Wolverines        | 52         |                            |    |                     |            |            |  |
|  | 1          | Helsinki Wolverines        | 52         |                            |    |                     |            |            |  |
|  | 1D1        | Turku Trojans              | 14         |                            |    |                     |            |            |  |
|  | 1D1        | Turku Trojans              | 14         |                            | 1  | Helsinki Wolverines | 55         |            |  |
|  |            |                            |            |                            | 1  | Helsinki Wolverines | 55         |            |  |
|  |            |                            | 3          | Sankt Petersburg Valkyries | 12 |                     |            |            |  |
|  | 3          | Sankt Petersburg Valkyries | 3          | Sankt Petersburg Valkyries | 12 | 14                  |            |            |  |
|  | 3          | Sankt Petersburg Valkyries |            |                            |    |                     |            |            |  |
|  | 2          | Helsinki Roosters          | 6          |                            |    |                     |            |            |  |

### Semifinali
| Helsinki 11 agosto 2018, ore 14:00 | Helsinki Wolverines | 52 – 14 (14-0 7-0 21-0 10-14) referto | Turku Trojans | Brahen kenttä (228 spett.)\| Arbitro: \| V. Lamminsalo \| |
| Arbitro:                           | V. Lamminsalo       |                                       |               |                                                           |

| Helsinki 11 agosto 2018, ore 18:00 | Helsinki Roosters | 6 – 14 (0-0 0-6 0-8 6-0) referto | Sankt Petersburg Valkyries | Brahen kenttä (147 spett.)\| Arbitro: \| J. Sipi \| |
| Arbitro:                           | J. Sipi           |                                  |                            |                                                     |

### XXI Finale
| Vantaa 18 agosto 2018, ore 18:00 | Helsinki Wolverines | 55 – 12 (8-0 13-6 28-0 6-6) referto | Sankt Petersburg Valkyries | Myyrmäen jalkapallostadion (283 spett.)\| Arbitro: \| J. Lehtinen \| |
| Arbitro:                         | J. Lehtinen         |                                     |                            |                                                                      |

## Verdetti
- Helsinki Wolverines Campionesse della Finlandia 2018